# 无柄蒲桃
无柄蒲桃（学名：Syzygium boisianum）是桃金娘科蒲桃属的植物。分布于越南以及中国大陆的海南等地，常生于低海拔森林中，目前尚未由人工引种栽培。